# Netta Barzilai
Netta Barzilai, também conhecida como Netta (em hebraico:  נטע ברזילי‎; Hod HaSharon, 22 de janeiro de 1993), é uma cantora israelita/israelense. Venceu o Festival Eurovisão da Canção 2018, com a música "Toy", que esteve em 2018 no topo do circuito europeu.

## Toy
| Nome  | Ano  | Resultado | Resultado    | Resultado | Resultado     | Resultado | Álbum     |
| Nome  | Ano  | Israel    | Bélgica (FL) | Irlanda   | Países Baixos | Suécia    | Álbum     |
| ----- | ---- | --------- | ------------ | --------- | ------------- | --------- | --------- |
| "Toy" | 2018 | 1         | 29           | 63        | 60            | 5         | Sem álbum |